# Al Rollins
Elwin Ira Rollins (9 de outubro de 1926 - 27 de julho de 1996) foi um canadense profissional em hóquei no gelo, na posição de goleiro, representou o Chicago Blackhawks, New York Rangers e os Toronto Maple Leafs.

## Estatísticas da carreira

### Temporada regular
| Temporada          | Time                 | Liga               | GP  | W   | L   | T  | MIN    | GA   | SO | GAA  |
| ------------------ | -------------------- | ------------------ | --- | --- | --- | -- | ------ | ---- | -- | ---- |
| 1942-43            | Moose Jaw Canucks    | S-SJHL             | 15  | 6   | 7   | 2  | 900    | 51   | 0  | 3.40 |
| 1943-44            | New York Rovers      | EAHL               | 22  | —   | —   | —  | 1290   | 120  | 0  | 5.58 |
| 1944-45            | Seattle Stars        | PCHL               | 27  | 20  | 6   | 1  | 1620   | 84   | —  | 3.11 |
| 1945-46            | Seattle Ironmen      | PCHL               | 55  | —   | —   | —  | 3300   | 210  | 2  | 3.65 |
| 1946-47            | Vancouver Canucks    | PCHL               | 54  | 27  | 26  | 1  | 3240   | 253  | 0  | 4.59 |
| 1947-48            | Edmonton Flyers      | WCSHL              | 46  | 24  | 20  | 2  | 2800   | 167  | 1  | 3.20 |
| 1948-49            | Kansas City Pla-Mors | USHL               | 60  | 29  | 21  | 10 | 3600   | 189  | 1  | 3.16 |
| 1949-50            | Cleveland Barons     | AHL                | 6   | 4   | 0   | 2  | 360    | 17   | 0  | 2.83 |
| 1949-50            | Toronto Maple Leafs  | NHL                | 2   | 1   | 1   | 0  | 100    | 4    | 1  | 2.40 |
| 1949-50            | Pittsburgh Hornets   | AHL                | 20  | 9   | 7   | 4  | 1200   | 43   | 3  | 2.15 |
| 1950-51            | Toronto Maple Leafs  | NHL                | 40  | 27  | 5   | 8  | 2373   | 70   | 5  | 1.77 |
| 1951-52            | Toronto Maple Leafs  | NHL                | 70  | 29  | 24  | 16 | 4170   | 154  | 5  | 2.22 |
| 1952-53            | Chicago Black Hawks  | NHL                | 70  | 27  | 28  | 15 | 4200   | 175  | 6  | 2.50 |
| 1953-54            | Chicago Black Hawks  | NHL                | 66  | 12  | 47  | 7  | 3960   | 213  | 5  | 3.23 |
| 1954-55            | Chicago Black Hawks  | NHL                | 44  | 9   | 27  | 8  | 2640   | 150  | 0  | 3.41 |
| 1955-56            | Chicago Black Hawks  | NHL                | 58  | 17  | 30  | 11 | 3480   | 171  | 3  | 2.95 |
| 1955-56            | Buffalo Bisons       | AHL                | 6   | 2   | 3   | 1  | 360    | 25   | 1  | 4.17 |
| 1956-57            | Chicago Black Hawks  | NHL                | 70  | 16  | 39  | 15 | 4200   | 224  | 3  | 3.20 |
| 1957-58            | Calgary Stampeders   | WHL                | 68  | 30  | 33  | 5  | 4130   | 214  | 3  | 3.11 |
| 1958-59            | Winnipeg Warriors    | WHL                | 31  | 17  | 14  | 0  | 1860   | 99   | 3  | 3.19 |
| 1959-60            | Winnipeg Warriors    | WHL                | 55  | 22  | 31  | 2  | 3300   | 193  | 2  | 3.51 |
| 1959-60            | New York Rangers     | NHL                | 10  | 3   | 4   | 3  | 600    | 31   | 0  | 3.10 |
| 1961-62            | Portland Buckaroos   | WHL                | 8   | 5   | 3   | 0  | 480    | 18   | 1  | 2.25 |
| 1964-65            | Drumheller Miners    | ASHL               | —   | —   | —   | —  | —      | —    | —  | —    |
| 1965-66            | Drumheller Miners    | ASHL               | —   | —   | —   | —  | —      | —    | —  | —    |
| Totalização da NHL | Totalização da NHL   | Totalização da NHL | 430 | 141 | 205 | 83 | 25,723 | 1192 | 28 | 2.78 |

### Playoffs
| Temporada          | Time                 | Liga               | GP | W  | L | T | MIN | GA | SO | GAA  |
| ------------------ | -------------------- | ------------------ | -- | -- | - | - | --- | -- | -- | ---- |
| 1942-43            | Moose Jaw Canucks    | S-SJHL             | 2  | 0  | 2 | 0 | 120 | 7  | 0  | 3.50 |
| 1945-46            | Seattle Ironmen      | PCHL               | 3  | —  | — | — | 180 | 12 | 0  | 4.00 |
| 1946-47            | Vancouver Canucks    | PCHL               | 4  | 1  | 3 | 0 | 240 | 17 | 0  | 4.25 |
| 1947-48            | Edmonton Flyers      | WCSHL              | 10 | 8  | 1 | 1 | 600 | 32 | 0  | 3.20 |
| 1947-48            | Edmonton Flyers      | A-Cup              | 14 | 12 | 2 | 0 | 840 | 27 | 4  | 1.93 |
| 1948-49            | Kansas City Pla-Mors | USHL               | 2  | 0  | 2 | 0 | 120 | 6  | 0  | 3.00 |
| 1950-51            | Toronto Maple Leafs  | NHL                | 4  | 3  | 1 | 0 | 210 | 6  | 0  | 1.71 |
| 1951-52            | Toronto Maple Leafs  | NHL                | 2  | 0  | 2 | 0 | 120 | 6  | 0  | 3.00 |
| 1952-53            | Chicago Black Hawks  | NHL                | 7  | 3  | 4 | 0 | 425 | 18 | 0  | 2.54 |
| 1957-58            | Calgary Stampeders   | WHL                | 14 | 6  | 8 | 0 | 880 | 47 | 0  | 3.20 |
| 1958-59            | Winnipeg Warriors    | WHL                | 7  | 3  | 4 | 0 | 420 | 22 | 0  | 3.14 |
| 1961-62            | Portland Buckaroos   | WHL                | 7  | 3  | 4 | 0 | 432 | 18 | 0  | 2.49 |
| 1965-66            | Drumheller Miners    | ASHL               | 2  | 2  | 0 | 0 | 120 | 3  | 0  | 1.50 |
| 1965-66            | Drumheller Miners    | A-Cup              | 15 | 12 | 3 | 0 | 911 | 32 | 2  | 2.11 |
| Totalização da NHL | Totalização da NHL   | Totalização da NHL | 13 | 6  | 7 | 0 | 755 | 30 | 0  | 2.38 |